# 진종설
진종설(陳鍾卨, 1955년 2월 1일 ~ )은 경기도의회 의장을 지낸 전직 차관급 정무직 공무원이다.

## 학력
- 1968년 2월: 능곡초등학교 졸업.
- 1971년 2월: 한양중학교 졸업.
- 2007년 2월: 고양실업고등학교 졸업.
- 2010년 2월: 호원대학교 무역경영학 학사

## 경력
- 2000년 10월 ~ 2002년 6월: 제5대 경기도의회 의원.
- 2002년 7월 ~ 2006년 6월: 제6대 경기도의회 의원.
- 2004년: 고양시빙상경기연맹 회장.
- 2005년: 한국컨벤션학회 이사.
- 2006년 7월 ~ 2010년 4월: 제7대 경기도의회 의원.
- 2007년: 해피월드복지재단 이사.
- 2008년 7월 ~ 2010년 4월: 제7대 경기도의회 의장(차관 급).

## 서훈
- 2009년: 제3회 대한민국의정대상 종합대상.

## 역대 선거 결과
|  | 55.9% |

|  | 56.08% |

|  | 64.55% |